# ISouljaBoyTellem
iSouljaBoyTellem es el segundo álbum de estudio del rapero estadounidense Soulja Boy. Fue lanzado el 16 de diciembre de 2008 con las compañías SOD Entertainment, Collipark Music y la Interscope Records. El álbum debutó en el número 43 en la Billboard 200, vendiendo 46 000 copias en su primera semana de ventas. El álbum a la fecha ha vendido 752 000 copias en los Estados Unidos.

## Sencillos
"Bird Walk", fue lanzado como el primer sencillo del álbum el 23 de octubre de 2008. Alcanzó la posición número 2 en el Bubbling Under Hot 100 Singles. "Kiss Me Thru the Phone", fue lanzado como el segundo sencillo el 28 de noviembre de 2008. Alcanzó la tercera posición en la Billboard Hot 100 y la primera de la Hot Rap Tracks. La canción vendió unas 2 000 000 de copias digitales en los Estados Unidos, convirtiéndose en su segunda canción que llega a los dos millones de descargas. "Turn My Swag On", fue lanzado como el tercer sencillo el 26 de enero de 2009. Alcanzó la posición #19 en la Hot 100 en los Estados Unidos.

## Videos
También hay videos musicales para las canciones "Gucci Bandana", que fue lanzado el 23 de abril de 2009, y el de "Soulja Boy Tell 'Em", fue lanzado el 9 de enero de 2009.

## Lista de canciones
| N.º | Título                                                 | Productor(es)             | Duración |  |
| 1.  | «I'm Bout tha Stax» (Intro)                            | Drumma Boy                | 3:20     |  |
| 2.  | «Bird Walk»                                            | Soulja Boy, Mr. Collipark | 3:33     |  |
| 3.  | «Turn My Swag On»                                      | Natural Disaster, Top Cat | 3:26     |  |
| 4.  | «Gucci Bandanna» (featuring Gucci Mane & Shawty Lo)    | Soulja Boy                | 3:56     |  |
| 5.  | «Eazy»                                                 | Zaytoven                  | 3:22     |  |
| 6.  | «Kiss Me Thru the Phone» (featuring Sammie)            | Jim Jonsin, Mr. Collipark | 3:13     |  |
| 7.  | «Booty Got Swag (Donk Part 2)»                         | Soulja Boy                | 3:06     |  |
| 8.  | «Rubber Bands»                                         | Drumma Boy                | 4:14     |  |
| 9.  | «Hey You There»                                        | Soulja Boy                | 3:52     |  |
| 10. | «Yamaha Mama» (featuring Sean Kingston or Chris Brown) | Polow da Don              | 4:38     |  |
| 11. | «Wit My Yums On»                                       | Soulja Boy                | 3:28     |  |
| 12. | «Go Head» (featuring Juney Boomdata)                   | Soulja Boy                | 3:41     |  |
| 13. | «Shoppin' Spree» (featuring Gucci Mane & Yo Gotti)     | Mr. Hanky                 | 4:46     |  |
| 14. | «Soulja Boy Tell 'Em»                                  | John Boy                  | 3:31     |  |
| 15. | «Whoop Rico» (featuring Show Stoppas)                  | DJ GB                     | 4:06     |  |
| 16. | «I Pray» (Outro)                                       | Drumma Boy                | 5:48     |  |

| iTunes Store bonus track |              |               |          |  |
| N.º                      | Título       | Productor(es) | Duración |  |
| 17.                      | «Twerk Fest» | Mr. Hanky     | 3:39     |  |

## Posicionamiento
| Listas (2008)               | Posición más alta |
| --------------------------- | ----------------- |
| US Billboard Top Rap Albums | 18                |
| US Billboard 200            | 86                |